# Jail Guitar Doors
"Jail Guitar Doors" es una canción de The Clash, grabada durante octubre y noviembre de 1977 y lanzada el 17 de febrero de 1978 como la cara B de su cuarto sencillo" Clash City Rockers ". La canción aparece en el lanzamiento de su álbum debut en Estados Unidos, y en su álbum recopilatorio de 2006 The Singles Box.
La canción se llamó originalmente como "Lonely Mother's Son" de la antigua banda de Joe Strummer The 101ers, compartiendo el mismo estribillo, que comienza, "Clang clang go the jail guitar doors".
"Jail Guitar Doors" fue versionada por el ex guitarrista de Guns N 'Roses Gilby Clarke, quien grabó una versión de su álbum debut en solitario, Pawnshop Guitars, con la contribución de los miembros de Guns N' Roses, el vocalista de Pixies Frank Black, el guitarrista Ryan Roxie y el bajista Duff McKagan.
La canción comienza con las líneas "Déjame contarte sobre Wayne y sus tratos de cocaína", que es una referencia al guitarrista de MC5, Wayne Kramer. En la segunda línea del estribillo, "Y te diré acerca de Pete, no quería ninguna fama" se refiere a Peter Green. La tercera línea de verso, "Y luego está Keith, esperando juicio" se refiere al guitarrista de los Rolling Stones, Keith Richards. Kramer interpretó más tarde "Jail Guitar Doors" en concierto.